# أوليفييه بيريز
أوليفييه بيريز هو ممثل سويسري، ولد في 21 نوفمبر 1978 في سويسرا.

## وصلات خارجية
- أوليفييه بيريز على موقع IMDb (الإنجليزية)
- أوليفييه بيريز على موقع قاعدة بيانات الفيلم (الإنجليزية)